# 劉棟 (正德進士)
劉棟（1478年—1548年），字元隆，號艮所，浙江紹興府山陰縣人，軍籍。明朝政治人物。

## 生平
弘治十一年（1498年）舉戊午科浙江鄉試，正德六年（1511年）辛未科二甲第二名進士。選翰林院庶吉士，授編修。嘉靖初年，因大禮議遭廷杖，下詔獄。不久獲赦，官復原職，歷遷湖廣參政、陞河南布政使。嘉靖十二年（1533年），升南京太僕寺卿。嘉靖十三年（1534年），升太常寺卿提督四夷舘。官至南京兵部侍郎，二月致仕，十一月卒。著有《劉艮所文稿》四卷。

## 家族
曾祖劉玘；祖父劉澤；父劉澤，母田氏；繼母袁氏。具庆下。弟梁、柱、本、木、槩、柟。